# Acronicta hercules
Acronicta hercules là một loài bướm đêm trong họ Noctuidae.